# Heinäjärvi (sjö i Saarijärvi, Mellersta Finland)
Heinäjärvi är en sjö i kommunen Saarijärvi i landskapet Mellersta Finland i Finland. Sjön ligger 143,9 meter över havet. Den är 4,7 meter djup. Arean är 93 hektar och strandlinjen är 6,68 kilometer lång. Sjön  ingår i Kymmene älvs huvudavrinningsområde.   Den ligger omkring 71 kilometer norr om Jyväskylä och omkring 300 kilometer norr om Helsingfors. 
I sjön finns öarna Pöllösaari och Heinäsaari. 